# The Madman
The Madman er en amerikansk stumfilm fra 1911.

## Medvirkende
- Francis X. Bushman
- Harry Cashman
- Frank Dayton
- Charles Hitchcock
- William Walters